# Trevor Wright
Trevor Christopher Wright (Pomona, 23 agosto 1982) è un attore e modello statunitense.

## Biografia
Ha cominciato a lavorare come attore e modello negli Stati Uniti d'America sin dall'età di undici anni.
Tra i suoi film di maggiore rilievo vi è Air Buddies del 2006 dove interpreta Grim, un ladro. Nel 2007 ha recitato nel film a tematica LGBT Shelter diretto dal regista Jonah Markowitz, interpretando la parte del protagonista Zach.

## Filmografia parziale

### Cinema
- Jack il ciclone (MXP: Most Xtreme Primate), regia di Robert Vince (2004)
- Shelter, regia di Jonah Markowitz (2007)
- Vacancy 2 - L'inizio, regia di Eric Boss (2009)
- The Social Network, regia di David Fincher (2010)

### Televisione
- Roswell – serie TV, un episodio (2000)
- Boston Public – serie TV, 2 episodi (2001-2002))
- Everwood – serie TV, un episodio (2002)
- Scrubs - Medici ai primi ferri (Scrubs) – serie TV, un episodio (2003)
- Listen Up! – serie TV, un episodio (2004)
- NYPD - New York Police Department (NYPD Blue) – serie TV, un episodio (2004)
- CSI: NY - serie TV, episodio 2x13 (2006)

### Doppiaggio
- Air Buddies - Cuccioli alla riscossa (Air Buddies), regia di Robert Vince (2006)
- Zampa 2 - I cuccioli di Natale (Santa Paws 2: The Santa Pups), regia Robert Vince (2012)

## Doppiatori italiani
Nelle versioni in italiano delle opere in cui ha recitato, Trevor Wright è stato doppiato da:
- Alessio De Filippis in Scrubs - Medici ai primi ferri
- Davide Quatraro in Listen Up!
- Angelo Evangelista in NYPD - New York Police Department
- Stefano Billi in CSI: NY

Da doppiatore è sostituito da:
- Massimiliano Alto in Zampa 2 - I cuccioli di Natale